# Kiyotsugu Kan'ami
Kan'ami Kiyotsugu (観阿弥 清次?); 1333 – 8 de junio de 1384, fue un actor, autor y músico japonés de Noh, durante el periodo Muromachi. Nacido en Yūzaki Kiyotsugu (結崎 清次?) en la Provincia de Iga en el seno de una familia samurái, Kan'ami fue también conocido en su juventud por los nombres de Miyomaru (観世丸?) y Kanze Kiyotsugu (観世 清次?).

## Teatro
La carrera de Kan'ami comenzó en Obata cuando fundó una compañía de teatro Sarugaku representando de manera itinerante sus espectáculos por la Provincia de Yamato. En estas obras iniciales se representaban baladas populares acompañadas de música a ritmo de tambores. Kan'ami comenzó a otorgar cada vez mayor importancia a las escenas del protagonista (shite), así como a su caracterización vocal que, de esta manera, destacaba sobre la música y la danza de las obras.
Kan'ami formaría la compañía de teatro Yuzaki, que luego pasaría a llamarse Kanze, una de las más importantes escuelas de teatro Noh. Su popularidad creció, y comenzó a realizar viajes a Kioto para realizar algunas actuaciones. En 1374, el shogun Ashikaga Yoshimitsu formaba parte de los espectadores de una de sus obras y quedó tan impresionado que se convirtió en el mecenas de Kan'ami.
Kan'ami fue el primero en incorporar canciones Kusemai y danzas de estilo Dengaku provenientes de celebraciones populares, haciendo converger con notable éxito el estilo mimético (monomane) de la tradición dramática popular con la elegancia y sofisticación del gusto aristrocrático (yugen) de la corte del shogunato.
Kan'ami formó a su hijo Zeami Motokiyo en su estilo, representando papeles de niño (kokata) en sus obras, sucediéndole como director de la escuela Kanze de Noh. Kan'ami murió en la provincia de Suruga.

## Obras
- Sotoba Komachi Komachi en la estupa.
- Ji'nen koji
- Shiino shōshō
- Matsukaze
- Eguchi